# Novake (gmina Poljčane)
Novake – wieś w Słowenii, w gminie Poljčane. W 2018 roku liczyła 192 mieszkańców.